# Consorcio del Oleoducto del Caspio
El Consorcio del Oleoducto del Caspio (del ruso: Каспийский трубопроводный консорциумб, КТК); en inglés: Caspian Pipeline Consortium, CPC es un consorcio para la gestión de un oleoducto que transporta petróleo del campo petrolífero de Tenguiz, en la costa del mar Caspio kazajo, a la Terminal Marina Novorosíisk-2 en la costa del mar Negro, cerca de la localidad costera de Yúzhnaya Ozeréyevka. Es aquí donde el petróleo es cargado a buques cisterna para ser llevado a su destino. Asimismo, sirve como ruta de exportación principal del crudo desde los campos de Kashagán, en el Caspio kazajo, y Karachaganak, cerca de la ciudad de Oral, en el norte de Kazajistán. En 2009, era el único oleoducto de exportación de petróleo en el territorio ruso que no era propiedad de Transneft

## Historia
El consorcio fue creado inicialmente en 1992 como desarrollo conjunto de los gobiernos ruso, kazajo y omaní para construir un oleoducto para crear rutas de exportación desde territorio kazajo al mar Negro. Se le sugirió a Chevron Corporation su adhesión, pero las conversaciones se rompieron debido a la alta carga financiera que Chevron debía afrontar con respecto a su participación en el consorcio.
El progreso del proyecto se estancó durante varios años hasta que en 1996 se reestructuró el consorcio con ocho compañías productoras en el proyecto. Entre las compañías estaban Chevron, Mobil, LUKoil, Royal Dutch Shell y Rosneft. British Petroleum se unió en 2003. Las acciones fueron divididas a partes iguales entre los tres estados y las ocho empresas. Las compañías productoras financiaron el coste de 2 670 millones de dólares, mientras que la Federación Rusa contribuía con partes de oleoducto sin usar valoradas en 293 millones de dólares. El primer petrolero fue cargado de crudo en la terminal Novorosíisk-2 el 12 de octubre de 2001 y la primera parte del oleoducto se inauguró oficialmente el 27 de noviembre de ese año. Las operaciones normales se iniciaron en abril de 2003.
En abril de 2007, el gobierno ruso transfirió sus acciones a la compañía estatal de oleoductos Transneft. En octubre de 2008, el gobierno de Omán vendió su 7 % de accionariado a Transneft al precio de 700 millones de dólares y se retiró del proyecto. El 17 de diciembre se firmó un acuerdo para la expansión del oleoducto.

## Características técnicas
El diámetro de los 1 510 km de longitud del oleoducto varía entre los 1 016 mm (40 pulgadas) y los 1 067 mm (42 pulgadas). Cuenta con cinco estaciones de bombeo. La terminal marina incluye dos amarres simples y el complejo de almacenaje consiste en cuatro depósitos de 100 000 metros cúbicos cada uno. El flujo del oleoducto comenzó en 350 000 barriles por día (56 000 m³/día y se ha incrementado hasta los 700 000 barriles (110 000 m³/día).
Una proyectada segunda fase proveerá al sistema con diez estaciones de bombeo más, hasta sumar un total de quince. El número de depósitos se incrementará a diez y se construirá una nueva posición de amarre. La capacidad de transporte se aumentará hasta el 1.3 millones de barriles por día (210 000 m³/día). El coste de la segunda etapa se ha estimado en alrededor de 2 mil millones de dólares y se había de completar en 2012.

## Operaciones
En 2008, el Consorcio del Oleoducto del Caspio transportó 31.5 millones de toneladas de crudo, por debajo de los 32.6 millones de toneladas de 2007. En los tres primeros meses de 2009, el oleoducto transportó 8.7 millones de toneladas de petróleo.

## Consorcio
El Consorcio del Oleoducto del Caspio fue registrado inicialmente en las Islas Bermudas en 1992. Está dividido en dos empresas: CPC-R se encarga de la sección rusa del oleoducto y CPC-K se encarga de la sección kazaja.
Los accionistas del consorcio son:
- Transneft - 31 %
- Kazajistán - 19 %
- Chevron Caspian Pipeline Consortium Co. -15 %
- LukArko B. V. - 12.5 %
- Mobil Caspian Pipeline Co. - 7.5 %
- Rosneft - Shell Caspian Ventures Ltd. - 7.5 %
- Agip International (N.A.) N.V. - 2%
- Oryx Caspian Pipeline LLC - 1.75 %
- BG Overseas Holdings Ltd - 2 %
- Kazakhstan Pipeline Ventures LLC (formada por KazMunayGas y BP) - 1.75 %

Los accionistas del campo petrolífero de Tenguiz controlan el 55.75 % del Consorcio, mientras que los del campo petrolífero de Kashagán controlan el 33.1 %.
En diciembre de 2009, BP vendió su participación en LukArco a LUKoil por 1 600 millones de dólares